# ماركوس فينيسيوس سيلفا كوبيرتينو
ماركوس فينيسيوس سيلفا كوبيرتينو (مواليد 7 يونيو 1996) هو لاعب كرة قدم برازيلي.

## وصلات خارجية
- ماركوس فينيسيوس سيلفا كوبيرتينو على موقع رابطة كرة القدم اليابانية للمحترفين (اليابانية)
- ماركوس فينيسيوس سيلفا كوبيرتينو على موقع Soccerway.com (الإنجليزية)
- ماركوس فينيسيوس سيلفا كوبيرتينو على موقع عالم كرة القدم.نت (الإنجليزية)